# دهستان کونگوتا
دهستان کونگوتا (به لاتین: Konguta Parish) یک دهستان در استونی است که در شهرستان تارتو واقع شده‌است.

## نگارخانه

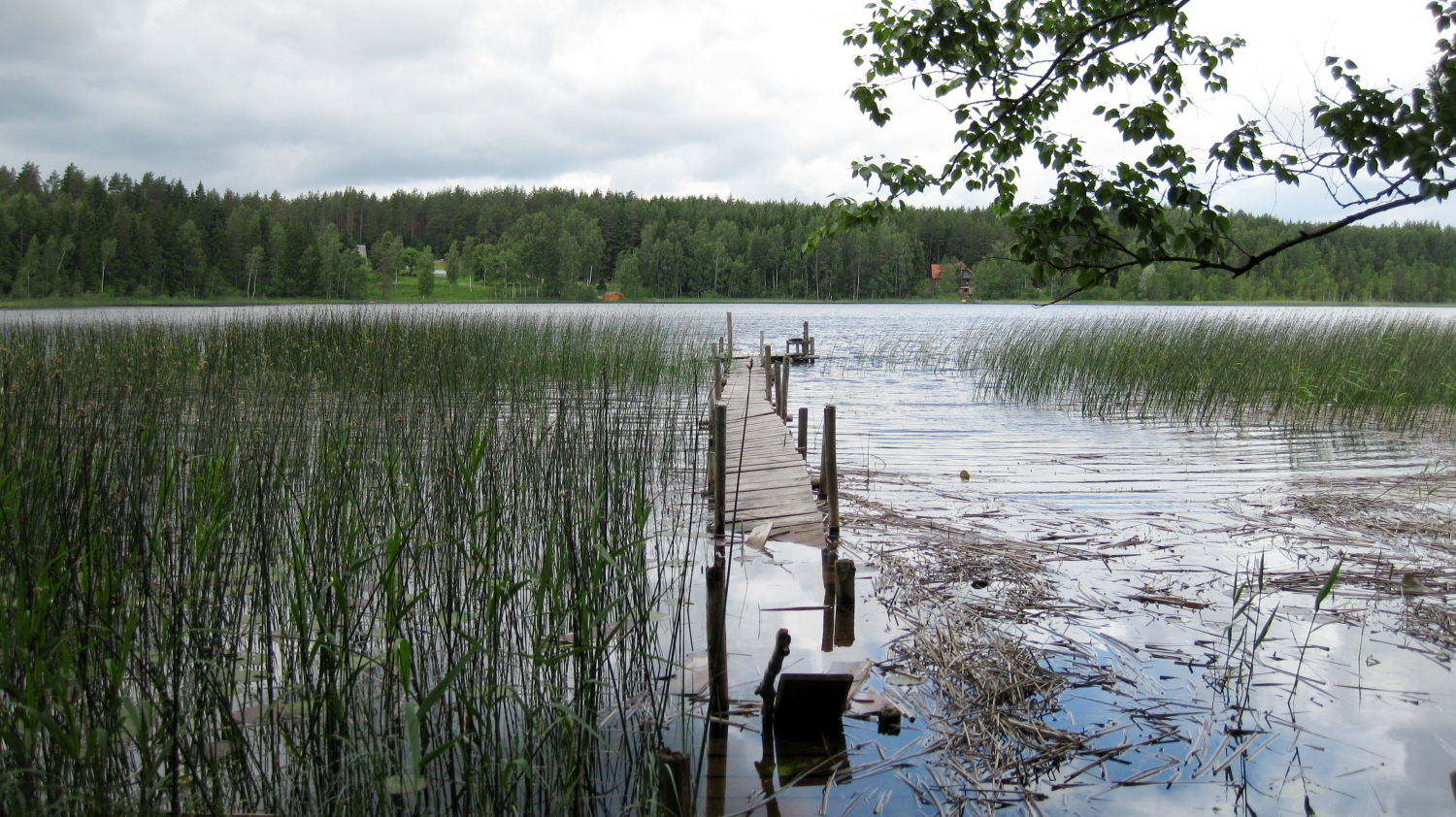